# Castelfiorentino
Castelfiorentino est une commune italienne de la ville métropolitaine de Florence dans la région Toscane en Italie.

## Histoire

### Monuments et lieux d'intérêt
- L'Église Santi Lorenzo et Barbara
- L'Église Santa Maria Assunta (Castelnuovo d'Elsa)
- Le Tabernacle de la Madonna della Tosse
- Le Château d'Oliveto (XVe siècle)

## Administration
| Période                                  | Période | Identité | Étiquette | Qualité |
| ---------------------------------------- | ------- | -------- | --------- | ------- |
|                                          |         |          |           |         |
| Les données manquantes sont à compléter. |         |          |           |         |

### Hameaux
Cambiano, Castelnuovo d'Elsa, Dogana, Petrazzi.

### Communes limitrophes
Certaldo, Empoli, Gambassi Terme, Montaione, Montespertoli, San Miniato.

## Jumelages
- Guebwiller (France)